# Церетели, Константин Григорьевич
Константин Григорьевич Церетели (груз. კონსტანტინე გრიგოლის ძე წერეთელი, 4 февраля 1921, Тифлис — 27 февраля 2004) — грузинский советский учёный-филолог. Академик АН Грузинской ССР (1988).

## Биография
Из семьи учителей. После окончания школы в 1937 году, изучал языки Кавказа и восточные языки на филологическом факультете Тбилисского государственного университета. В 1945 году начал работать в Отделе ближневосточных языков АН Грузинской ССР. В 1946 году окончил аспирантуру.
Доктор филологических наук (1956).
В 1959 году получил звание профессора. Со дня основания Института востоковедения АН Грузии (1960) возглавлял отдел семитологии института. В 1991 году по его инициативе в Тбилисском государственном университете была создана кафедра еврейско-арамейской филологии, которую он возглавил. В 1994 году Церетели был назначен руководителем Центра координации восточных языков при Министерстве образования. Его работы в арамейской диалектологии заложили основу для обширных исследований проблем этой научной области и дали толчок её интенсивному развитию в мировом ориентализме. Он считается отцом арамейской диалектологии. Важное место в творчестве учёного занимают восточно-грузинские языковые и культурно-исторические отношения.
Избран действительным членом Академии наук Грузинской ССР в 1988 году. В 1993 году избран в Президиум Академии. Состоял членом многочисленных научных обществ, таких как Немецкое общество востоковедов.
Научные достижения Церетели основаны на изучении неоарамейских диалектов. В дополнение к Грамматике нового ассирийского языка он также опубликовал грамматики сирийского, всеобъемлющее представление арамейского языка и справочник библейского иврита. Хотя основные труды Церетели были переведены на современные западные языки, многие публикации были в значительной степени проигнорированы, так как они были опубликованы на русском и грузинском языках.
Похоронен на Сабурталинском кладбище.
Сын — Иосиф, художник, участвовал в попытке угона Ту-134 в ноябре 1983 года и при невыясненных обстоятельствах умер в тюрьме.

## Память
Мемориальная доска в Тбилиси, улица Дмитрия Узнадзе, 2